# Glenborrodale Castle

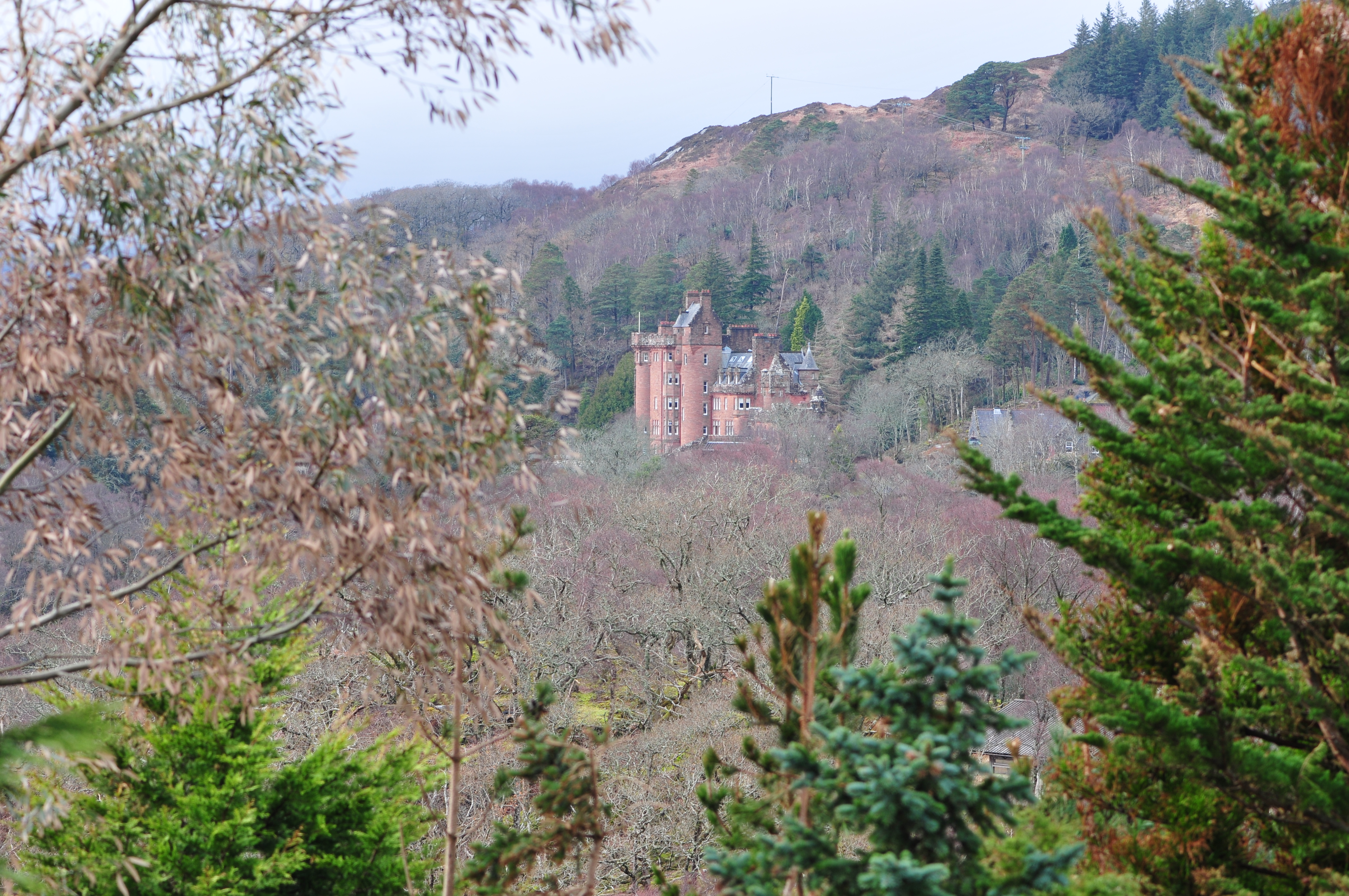
Glenborrodale Castle

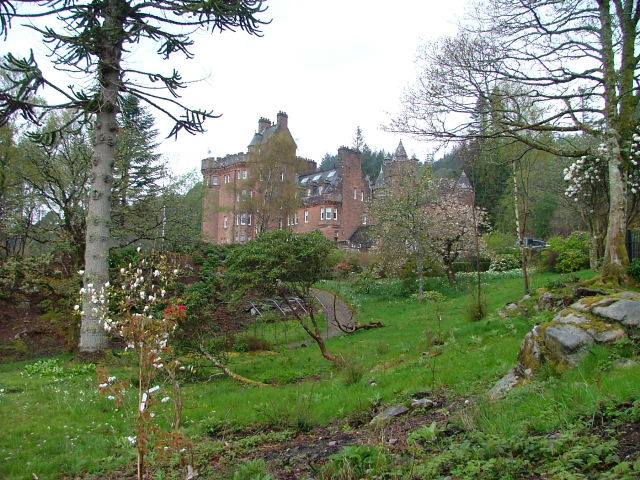
Ansicht aus den Gärten

Glenborrodale Castle ist eine Villa in dem schottischen Weiler Glenborrodale in der Council Area Highland. 1980 wurde das Bauwerk in die schottischen Denkmallisten in der höchsten Denkmalkategorie A aufgenommen. Des Weiteren ist seine Hauptpforte mit Lodge eigenständig als Kategorie-B-Denkmal klassifiziert. Das Gesamtanwesen ist im schottischen Register für Landschaftsgärten verzeichnet. In zwei von sechs Kategorien wurde das höchste Prädikat „herausragend“ verliehen.

## Geschichte
John James Dalgleish kaufte das 2225 Hektar umfassende Anwesen auf der Halbinsel Ardnamurchan in der Mitte des 19. Jahrhunderts. Als der Gold- und Diamantenmagnat Charles Rudd im Jahre 1897 einen Anteil des Anwesens erwarb, befand sich bereits ein Gebäude am Standort. Rudd erwarb im selben Zeitraum auch das Anwesen Shielbridge, womit ihm faktisch die gesamte Halbinsel gehörte. Mit der Errichtung von Glenborrodale Castle und dem nach einem Brand im Jahre 1951 abgebrochenen Shielbridge House ging die Entwicklung der Ländereien einher. Glenborrodale kam die Rolle des Jagdsitzes zu, während Shielbridge dem Fischen diente. Mit der Planung beider Gebäude wurde der Architekt Sidney Mitchell betraut. Der Bau von Glenborrodale Castle wurde 1898 begonnen und 1902 abgeschlossen.
Nach Rudds Tod 1916 erwarb der aus Paisley stammende Textilindustrielle Kenneth Clarke Glenborrodale. Clarke unterhielt auf Glenborrodale Castle seine Gäste, unter anderem des Western Isles Yacht Clubs, dem er angehörte. Clarke verstarb 1936, woraufhin John Boot, 2. Baron Trent (Boots Chemical Company) die Villa erwarb. Während des Zweiten Weltkriegs nutzte die Royal Navy das Anwesen, es stand jedoch auch Angestellten der Boots Chemicals zur Erholung zur Verfügung. 1949 wurde das Anwesen geteilt, wobei ein Teil bei Boots verblieb und der Rinderzucht diente. Glenborrodale Castle wurde zu einem Hotel umgenutzt, bis es schließlich ein Privatmann 1992 erwarb. Im Jahr 2020 stand Glenborrodale Castle für 3,75 Millionen Pfund zum Verkauf und wurde von einem aus Bayern stammenden „Guru“ indischer Herkunft erworben.

## Beschreibung
Glenborrodale Castle thront an einem Hang oberhalb des Meerearmes Loch Sunart rund zwanzig Kilometer westlich von Strontian. Das asymmetrisch aufgebaute Gebäude ist im Scottish-Baronial-Stil gestaltet. Mit seinem Tower House, den auskragenden Tourellen und Zinnenkränzen weist es die typischen Merkmale dieses Baustils auf. Seine Fassaden zeigen ein Bossenwerk aus rotem Sandstein aus Dumfriesshire mit bearbeiteten oder polierten Natursteineinfassungen. Es schließt sich ein flacher Wirtschaftsflügel an. Die teils gekuppelten Fenster sind mit steinernen Fensterpfosten ausgeführt und ihre Stürze teils jakobinisch ornamentiert. Die Giebel der schiefergedeckten Dächer sind als Staffelgiebel ausgeführt. An der südexponierte rückwärtigen Seite öffnet sich eine Terrasse mit Steinbalustrade, von welcher die tieferliegenden terrassierten Gärten über eine geschwungene Treppe zugänglich sind.

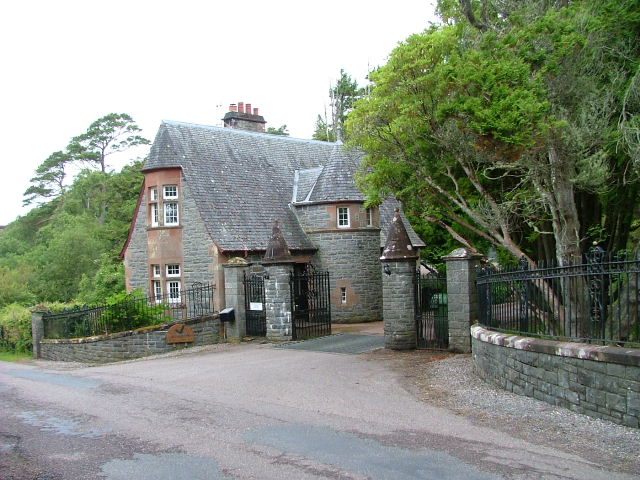
Hauptpforte mit Lodge

## Hauptpforte
Die nur 130 Meter südwestlich an der B9007 gelegene Hauptpforte wurde zur selben Bauzeit errichtet. Pfeiler und Lodge sind analog der Villa mit bossierten Fassaden ausgeführt, jedoch aus grob zu Quadern behauenem grauen Bruchstein mit roten Natursteindetails. Die runden Pfosten der Pforte schließen mit konischen Hauben mit aufsitzenden Kugeln. Die Pfosten der flankierenden Fußgängerpforten weisen hingegen quadratische Grundrisse auf. Alle drei Pforte verfügen über ornamentierte Guss- und schmiedeeiserne Tore. Die fortführenden Zäune sind stilistisch angepasst.
Aus der ostexponierten Hauptfassade der zweigeschossigen Lodge tritt ein runder Turm mit Kegeldach heraus, in dessen Innenwinkel sich die Eingangstüre befindet. Die Fensterpfosten an der Auslucht an der Südseite sind steinern ausgeführt. Das steil geneigte Satteldach ist mit Schiefer eingedeckt. An der Westseite geht ein neuerer Anbau ab.